# Stade Emmanuel Hiel
 (mars 2025).
Si vous disposez d'ouvrages ou d'articles de référence ou si vous connaissez des sites web de qualité traitant du thème abordé ici, merci de compléter l'article en donnant les références utiles à sa vérifiabilité et en les liant à la section « Notes et références ».
Le stade Emmanuel-Hiel (Emmanuel Hielstadion) est un stade de multifonctionnel localisé dans la Emmanuel Hielstraat à Gand (Gentbrugge), dans la Flandre-Orientale en Belgique.
Le Racing de Gand (renommé K. RC Gent-Zeehaven) évolue dans ce stade de 1905 à 2010.  L’enceinte est située à quelques hectomètres seulement du stade Jules-Otten, fief du grand rival local de La Gantoise.

## Histoire
Le stade est inauguré en 1905 et accueille immédiatement le RC de Gand qui en fait son stade de résidence. Le matricule 11 du football belge y reste jusqu’en 2010, quand il déménage vers le "PGB-Stadion" tout nouvellement construit à Oostakker.
Le stade Emmanuel-Hiel subit plusieurs rénovations et modernisations. Les plus notables sont la construction d’une grande tribune couverte en bois, dotée de places assises, en 1922. Dans l’immédiat après-guerre, l’enceinte est dotée d’une grande tribune debout couverte en vis-à-vis de la tribune principale qui se voit consolidée avec des matériaux durs (briques et béton). En 1982, la grande tribune principale est totalement rénovée.

## Description
Le site du stade Emmanuel-Hiel comprend le terrain principal et ses tribunes et plusieurs terrains annexes réservés pour l’entraînement et les équipes d’âge. Le terrain principal est longtemps ceinturé d’une piste d’athlétisme qui avec le temps s'altère énormément.
En 2010, lorsque le «Racing Club» s’en va au PGB-stadion d’Oostakker, la Ville de Gand entreprend la rénovation du site de la rue Emmanuel Hiel et sa conversion en une plaine omnisports avec une partie explicitement dédiée à un complexe moderne d’Athlétisme.

### Sources et liens externes
- Article du Het Nieuwsblad consacré au stade E. Hiel de Gand